# Webster (Town, Vernon County)
Die Town of Webster ist eine von 21 Towns im Vernon County im US-amerikanischen Bundesstaat Wisconsin. Im Jahr 2010 hatte die Town of Webster 778 Einwohner.
Town hat in Wisconsin eine grundlegend andere Bedeutung, als im übrigen englischsprachigen Bereich. Vielmehr entspricht sie den in den anderen US-Bundesstaaten üblichen Townships, die nach dem County die nächstkleinere Verwaltungseinheit bilden.

## Geografie
Die Town of Webster liegt im Südwesten Wisconsins. Der am Mississippi gelegene Schnittpunkt der drei Bundesstaaten Minnesota, Iowa und Wisconsin befindet sich rund 60 km westsüdwestlich.
Die Town of Webster liegt in der Driftless Area genannten eiszeitlich geformten Region, die sich über das südöstliche Minnesota, das südwestliche Wisconsin, das nordöstliche Iowa und das äußerste nordwestliche Illinois erstreckt. Bei der letzten Eiszeit, der so genannten Wisconsin Glaciation, blieb die Region eisfrei, sodass sich die Flusstäler auch während dieser Zeit tiefer in das Plateau einschneiden konnten.
Die geografischen Koordinaten des Zentrums der Town of Webster sind 43°37′55″ nördlicher Breite und 90°42′38″ westlicher Länge. Sie erstreckt sich über eine Fläche von 91,7 km². 
Die Town of Webster liegt im östlichen Zentrum des Vernon County und grenzt an folgende Nachbartowns:
| Town of Christiana | Town of Clinton                             | Town of Whitestown               |
| Town of Viroqua    | Kompassrose, die auf Nachbargemeinden zeigt | Town of Stark                    |
|                    | Town of Liberty                             | Town of Forest (Richland County) |

## Verkehr
Der Wisconsin State Highway 82 führt in West-Ost-Richtung durch die Town of Webster. Daneben führen noch die County Highways D, S und SS durch das Gebiet der Town. Alle weiteren Straßen sind untergeordnete Landstraßen, teils unbefestigte Fahrwege sowie innerörtliche Verbindungsstraßen.
Die nächsten Flughäfen sind der La Crosse Regional Airport (rund 80 km nordwestlich), der Rochester International Airport in Rochester, Minnesota (rund 180 km westnordwestlich) und der Dane County Regional Airport in Wisconsins Hauptstadt Madison (rund 155 km südsüdöstlich).

## Bevölkerung
Nach der Volkszählung im Jahr 2010 lebten in der Town of Webster 778 Menschen in 271 Haushalten. Die Bevölkerungsdichte betrug 8,5 Einwohner pro Quadratkilometer. In den 271 Haushalten lebten statistisch je 2,87 Personen. 
Ethnisch betrachtet setzte sich die Bevölkerung zusammen aus 97,8 Prozent Weißen, 0,3 Prozent Asiaten sowie 1,2 Prozent aus anderen ethnischen Gruppen; 0,8 Prozent stammten von zwei oder mehr Ethnien ab. Unabhängig von der ethnischen Zugehörigkeit waren 1,8 Prozent der Bevölkerung spanischer oder lateinamerikanischer Abstammung. 
30,7 Prozent der Bevölkerung waren unter 18 Jahre alt, 59,0 Prozent waren zwischen 18 und 64 und 10,3 Prozent waren 65 Jahre oder älter. 50,4 Prozent der Bevölkerung war weiblich.
Das mittlere jährliche Einkommen eines Haushalts lag bei 34.306 USD. Das Pro-Kopf-Einkommen betrug 14.609 USD. 35,2 Prozent der Einwohner lebten unterhalb der Armutsgrenze.

## Ortschaften in der Town of Webster
Neben Streubesiedlung existieren in der Town of Webster noch folgende gemeindefreie Siedlungen:
- Avalanche
- Bloomingdale